# Zentrum für Geoinformationswesen der Bundeswehr
Das Zentrum für Geoinformationswesen der Bundeswehr (ZGeoBw), gegründet am 11. März 2003, ist die zentrale Einrichtung für das Geoinformationswesen der Bundeswehr. Der Kommandeur des ZGeoBw leitet zugleich den Geoinformationsdienst der Bundeswehr (GeoInfoDBw).
Das ZGeoBw hat seinen Sitz in Euskirchen und wurde zum 1. Juli 2017 direkt dem Kommando Cyber- und Informationsraum (KdoCIR) unterstellt. Es ist auf acht Standorte verteilt. Wesentliche Anteile befinden sich in Euskirchen und Fürstenfeldbruck.
Das ZGeoBw ist eine Bundesforschungsanstalt, Mitglied in der Arbeitsgemeinschaft der Ressortforschungseinrichtungen sowie der Arbeitsgemeinschaft der Vermessungsverwaltungen der Länder der Bundesrepublik Deutschland (AdV) und im Ständigen Ausschuss für geographische Namen (StAGN).

## Geschichte
Das ZGeoBw wurde am 11. März 2003 als Amt für Geoinformationswesen der Bundeswehr (AGeoBw) aus den bisherigen Dienststellen Amt für Militärisches Geowesen (AMilGeo), Amt für Wehrgeophysik (AWGeophys) in der Kaserne Mont Royal in Traben-Trarbach mit der Schule für Wehrgeophysik (SWGeophys) in Fürstenfeldbruck, der Topographietruppe (TopTr) des Heeres einschließlich der MilGeo-Stellen Wehrbereich sowie Teilen des Luftwaffenamtes (LwA) und des Marineunterstützungskommandos (MUKdo) aufgestellt.
2007 und im Rahmen der Neuausrichtung der Bundeswehr wurde beschlossen, das AGeoBw größtenteils nach Euskirchen zu verlegen und die Standorte Traben-Trarbach und Fürstenfeldbruck aufzugeben. Der Umzug der Teile aus Traben-Trarbach wurde 2012 abgeschlossen.
Im Rahmen der Bundeswehrreform wurde das AGeoBw mit Wirkung vom 1. Oktober 2013 aufgelöst und in das Zentrum für Geoinformationswesen der Bundeswehr (ZGeoBw) überführt.
Zum 29. April 2015 wurde die Multinationale Unterstützungsgruppe (MN GSG) als zusätzliches Organisationselement durch den Kommandeur des Kommandos Strategische Aufklärung Generalmajor Jürgen Setzer formal in Dienst gestellt. Auftrag der Multinationalen Unterstützungsgruppe ist die Bereitstellung von GeoInfo-Daten für zukünftige NATO- und EU-Einsätze.
Zum 1. Juli 2017 wurde die Multinationale METOC Unterstützungsgruppe (MN MSG) beim ZGeoBw in Euskirchen aufgestellt. Über das MN MSG werden dem Fachpersonal in der NATO und EU vor allem in Einsatz- und Übungsgebieten jederzeit standardisierte Wetterdaten zur Verfügung gestellt, was eine verbesserte Lagebewertung im Vorfeld geplanter Aktivitäten möglich macht.

## Amtschefs/ Kommandeure
| Nr. | Name                                 | Beginn der Berufung | Ende der Berufung  | Bemerkungen                |
| --- | ------------------------------------ | ------------------- | ------------------ | -------------------------- |
| 4   | Brigadegeneral Peter Webert          | 25. September 2019  | –                  |                            |
| 3   | Brigadegeneral Roland Brunner        | 19. Januar 2012     | 25. September 2019 |                            |
| 2   | Brigadegeneral Walter Schmidt-Bleker | 12. Mai 2005        | 18. Januar 2012    |                            |
| 1   | Brigadegeneral Klaus Schneemann      | 11. März 2003       | 11. Mai 2005       | zuvor Amtschef des AMilGeo |